# 𐆛
Cette page contient des caractères spéciaux ou non latins. S’ils s’affichent mal (▯, ?, etc.), consultez la page d’aide Unicode.
Le symbole romain de centurie, 𐆛, est un signe utilisé dans des inscriptions épigraphiques latines et représente le mot centuria, « centurie » ou centurio, « centurion ».

## Utilisation
Le symbole romain de centurie a eu plusieurs formes, dot notamment un c réfléchi ‹ Ↄ ›, un chevron vers la droite ‹ > ›, un chiffre 3 ‹ 3 ›, un chiffre sept 7 ‹ 7 ›, un ‹ Z ›, un Z barré ‹ Ƶ ›, un c réfléchi barré ‹ Ꞓ ›,,, ou epsilon lunaire réfléchi ‹ Э ›.

## Représentations informatiques
Le symbole romain de centurie peut être représenté avec les caractères Unicode (Symboles romains) suivants :
| formes   | représentations | chaînes de caractères | points de code | descriptions               |
| -------- | --------------- | --------------------- | -------------- | -------------------------- |
| capitale | 𐆛               | 𐆛                     | U+A7F7         | symbole romain de centurie |